# Шеллинг, Патрик
Патрик Шеллинг (нем. Patrick Schelling); (род. 1 мая 1990, Хемберг) — швейцарский профессиональный шоссейный велогонщик, выступающий c 2020 года за команду мирового тура «Israel Start-Up Nation».

## Достижения
2011
2-й  Летняя Универсиада —  Групповая гонка
3-й  Чемпионат Швейцарии — Групповая гонка U23
2012
2-й  Чемпионат Швейцарии — Групповая гонка U23
2016
1-й  Тур дю Луар и Шер — Генеральная классификация
1-й — Этап 4
2-й Хорватия — Словения
3-й Тур Австрии — Генеральная классификация
4-й Тур Хайнаня — Генеральная классификация
2017
1-й — Этап 4 Тур Южной Богемии
2-й Тур дю Юра
8-й Флеш дю Сюд — Генеральная классификация
8-й Тур Хайнаня — Генеральная классификация
2018
1-й — Пролог Тур Венгрии
1-й — Этап 3 (ИГ) Тур де Савойя Монблан
2-й  Чемпионат Швейцарии — Групповая гонка
5-й Чемпионат Швейцарии — Индивидуальная гонка
2019
3-й Гран-при Райффайзен
4-й Гран-при Лугано
5-й Чемпионат Швейцарии — Групповая гонка
9-й Тур Австрии — Генеральная классификация
2020
3-й Тур Руанды — Генеральная классификация